# Leif Sinding
Leif Sinding (19. november 1895 i Oslo – 19. maj 1985) var en norsk filminstruktør. Han begyndte som journalist i 1913, blandt andet redigerede han fra 1918 et af Norges første filmtidsskrifter: Helt og Skurk. Hans første filmopgave var at være en slags produktionskoordinator i filmen Kjærlighet paa pinde. I 1926 var han instruktør i Den nye lensmannen som var bygget på en folkekomedie af Ludvig Müller. I 1927 lavede han Fjeldeventyret efter Bjerregaard og Thranes syngespil. Han havde også instrueret i kriminallystspillet Syv dage for Elisabeth. Efter denne filmen lavede han en hel del filmplaner som aldrig blev realiseret.
Det var først da lydfilmen kom til Norge i 1932 at Leif Sinding instruerede film, først i filmen Fantegutten som blev kaldt den første norske operettefilm. Det var den første norske spillefilm hvor der blev sunget på lærredet i originalkomponerede filmmelodier. I 1936 lavede han den første norske kriminalfilm med lyd. Det var Stein Rivertons Morderen uten ansikt som blev lavet dog uden nogen særlig succes.

## Guldtiden
Fra 1937 til 1941 havde Leif Sinding instrueret fem film, Bra mennesker i 1937,
Eli Sjursdotter i 1938, De vergeløse i 1939, Tante Pose i 1940 og Kjærlighet og vennskap i 1941. Særligt filmen Tante Pose som er baseret på en roman af Gabriel Scott blev en klassiker. Filmen bliver fortsat jævnligt sendt på TV. I denne periode får man også et indblik i hvad der optager Leif Sinding, nemlig social uretfærdighed og overgrebene mod de svage i samfundet.

## Under krigen
Under okkupationen blev alle kultur-organisationerne nazistyret, og Leif Sinding sagde ja til at blive direktør for det nye Statens filmdirektorat fra 1. januar 1941.
Han så nu muligheden for at få organiseret filmproduktionen i Norge efter sit eget hoved, hvilket gjorde at han fik styr på tingene, men samtidig var der ikke være tvivl om at han vidste hvad han gjorde ved at gå ind i samarbejdet med okkupationsmagten. I to år var han i direktørstillingen, før han gik tilbage til producent- og instruktørjobbet. Han forstod at det ikke ville være publikumsvenligt at lave en politisk korrekt film. Han lavede filmen Sangen til livet om til et melodrama om en fabriksdirektør som er elsket af sine arbejdere, magtspillet stod mellem den gode og den onde kapitalist. Dette blev ikke en publikumssucces.
Sinding blev efter krigen dømt i landssvikoppgjøret

## Filmografi

### Instruktør
- 1956 – Gylne ungdom
- 1954 – Heksenetter
- 1943 – Sangen til livet
- 1941 – Kjærlighet og vennskap
- 1940 – Tante Pose
- 1939 – De vergeløse
- 1938 – Eli Sjursdotter
- 1937 – Bra mennesker
- 1936 – Morderen uten ansikt
- 1933 – Jeppe på bjerget
- 1932 – Fantegutten
- 1927 – Fjeldeventyret
- 1927 – Syv dage for Elisabeth
- 1926 – Den nye lensmannen
- 1926 – Simen Mustrøens besynderlige opplevelser
- 1925 – Himmeluret

### Manuskriptforfatter
- 1956 – Gylne ungdom
- 1954 – Heksenetter
- 1953 – Selkvinnen
- 1943 – Sangen til livet (bearbejdning)
- 1940 – Tante Pose
- 1939 – De vergeløse
- 1932 – Fantegutten

### Produktionsleder
- 1953 – Selkvinnen
- 1940 – Tante Pose
- 1937 – Bra mennesker
- 1932 – Fantegutten
- 1927 – Syv dager for Elisabeth
- 1926 – Simen Mustrøens besynderlige opplevelser

### Klipper
- 1941 – Kjærlighet og vennskap
- 1938 – Eli Sjursdotter
- 1932 – Fantegutten